# Chenopodium rubrum
Espèce
Classification phylogénétique
Statut de conservation UICN

 LC  : Préoccupation mineure
Chenopodium rubrum est une espèce de plante herbacée de la famille des Chenopodiaceae selon la classification classique de Cronquist (1981), mais de la famille des Amaranthaceae selon la classification phylogénétique APG III (2009).

## Synonyme
- Oxybasis rubra (L.) S.Fuentes, Uotila & Borsch, 2012

## Statuts de protection, menaces
En France l'espèce est évaluée comme non préoccupante. Toutefois elle est considérée quasi menacée (NT), proche du seuil des espèces menacées ou qui pourraient l'être si des mesures de conservation spécifiques n'étaient pas prises, en Lorraine, Alsace, Limousin et Bourgogne.